# Grado giorno
Il grado giorno di una località è la somma estesa a tutti i giorni, in un periodo annuale convenzionale di riscaldamento, delle sole differenze positive giornaliere tra la temperatura interna all'edificio (dentro una casa riscaldata a temperatura convenzionale di 20 °C) e la temperatura media esterna giornaliera. L'unità di misura utilizzata è il grado giorno (GG).

## Definizione
La norma UNI EN ISO 15927-6:2008 è la versione ufficiale in lingua italiana della norma europea EN ISO 15927-6 (edizione settembre 2007). La norma specifica la definizione, il metodo di calcolo e il metodo di presentazione dei dati relativi alle differenze di temperatura cumulate (gradi giorno), utilizzate per stimare l'energia utilizzata per il riscaldamento degli edifici. Tali dati sono generalmente espressi in gradi ora o gradi giorno e sono spesso indicati semplicemente come "gradi ora di riscaldamento" o "gradi giorno di riscaldamento".
In termini matematici i gradi giorno si esprimono come:
{\displaystyle GG=\sum _{e=1}^{n}(T_{0}-T_{e})}

dove
- {\displaystyle n}: numero di giorni del periodo convenzionale di riscaldamento;
- {\displaystyle T_{0}}: temperatura ambiente convenzionale (dentro una abitazione riscaldata alla temperatura convenzionale di 20°C);
- {\displaystyle T_{e}}: temperatura media esterna giornaliera tale per cui {\displaystyle T_{e}}< {\displaystyle T_{0}}.

## Normativa italiana
Già dal 31 dicembre 1987 in Italia è in vigore una norma, la UNI 9019:1987, che riguarda i sistemi di ripartizione delle spese di riscaldamento basati sulla contabilizzazione di unità di gradi giorno. Lo scopo della norma è anche quello di definire le modalità di prova degli apparecchi contabilizzatori, applicate a impianti di utilizzazione muniti di regolazione automatica centralizzata della temperatura del fluido termovettore che deve essere in ogni istante proporzionale alla temperatura esterna. Il Decreto del Presidente della Repubblica del 26 agosto 1993, n. 412, accenna a un periodo annuale convenzionale di riscaldamento e fissa convenzionalmente la temperatura ambiente a 20 °C; quindi:
{\displaystyle GG=\sum _{e=1}^{n}(20-T_{e})}
con {\displaystyle T_{e}} < 20 °C a indicare la temperatura media esterna giornaliera del periodo convenzionale di riscaldamento di {\displaystyle n} giorni che inizia con i primi tre giorni consecutivi caratterizzati da una temperatura media giornaliera inferiore a 12 °C (comunque non dopo il 30 novembre) e termina con i primi tre giorni consecutivi caratterizzati da una temperatura media giornaliera uguale o superiore a 12 °C (comunque non prima del 1º marzo).
Con questa unità di misura, dunque, relativa alle vigenti normative sul riscaldamento delle abitazioni si esprime il fabbisogno termico di una determinata area geografica. Un valore di gradi giorno basso indica un breve periodo di riscaldamento e temperature medie giornaliere prossime alla temperatura fissata per l'ambiente. Al contrario, valori di gradi giorno elevati, indicano periodi di riscaldamento prolungati e temperature medie giornaliere nettamente inferiori rispetto alla temperatura convenzionale di riferimento.

### Zone climatiche
In funzione dei GG sono state definite le zone climatiche del territorio italiano e i limiti massimi relativi al periodo annuale di esercizio dell'impianto termico nonché alla durata giornaliera di attivazione:
| Zona | Da [GG] | A [GG] | Ore giornaliere                    | Data inizio                        | Data fine                          | Numero comuni |
| ---- | ------- | ------ | ---------------------------------- | ---------------------------------- | ---------------------------------- | ------------- |
| A    | 0       | 600    | 6                                  | 1º dicembre                        | 15 marzo                           | 2             |
| B    | 601     | 900    | 8                                  | 1º dicembre                        | 31 marzo                           | 157           |
| C    | 901     | 1 400  | 10                                 | 15 novembre                        | 31 marzo                           | 989           |
| D    | 1 401   | 2 100  | 12                                 | 1º novembre                        | 15 aprile                          | 1 611         |
| E    | 2 101   | 3 000  | 14                                 | 15 ottobre                         | 15 aprile                          | 4 271         |
| F    | 3 001   | +∞     | nessuna limitazione (tutto l'anno) | nessuna limitazione (tutto l'anno) | nessuna limitazione (tutto l'anno) | 1 071         |

Fra i comuni italiani, Sestriere, nel torinese, ha il valore di GG più alto con 5165 GG, mentre il comune insulare di Lampedusa e Linosa, nell'agrigentino, ha il valore di GG più basso con 568 GG (solo un altro comune appartiene alla zona A ed è Porto Empedocle, anch'esso in Sicilia, nell'agrigentino).

## Normativa in altri Stati
Nei paesi anglosassoni i gradi giorno sono chiamati heating degree days e le temperature di base sono fissate per gli Stati Uniti a 65 °F (18,3 °C) oppure 60 °F (15,5 °C), mentre in Gran Bretagna a 18,5 °C, 15,5 °C e 10 °C.
In Svizzera viene considerato ogni singolo giorno di riscaldamento (GR) in cui la temperatura media giornaliera registrata all'esterno non supera i 12 °C, fissando, come in Italia, la temperatura interna a 20 °C. Per le case di riposo e gli ospedali si considerano temperature diverse; in particolare, i valori delle temperature medie esterne da valutare sono quelli inferiori a 14 °C, mentre internamente la temperatura convenzionale è fissata a 22 °C. Con la stessa logica, ma in diminuzione, sono stabiliti valori più bassi delle temperature di riferimento, interna ed esterna, nelle aree di stoccaggio, pari rispettivamente a 18 e 10 °C.